# Декабрьские мученики
Декабрьские мученики или Декабрьские жертвы (хорв. Prosinačke žrtve) — название 16 хорватских антифашистов, повешенных усташами в загребском районе Дубрава 20 декабря 1943 года. Эта казнь стала первым массовым повешением в Загребе. Из числа приговорённых к виселице спаслись только двое: архитектор Милован Ковачевич и Пио Юрчич.

## Предыстория
В начале декабря 1943 года политрук Туропольско-Посавского партизанского отряда Мариян Бадел спланировал организацию диверсии на немецком складе боеприпасов в деревни Сопница, на котором хранилось около 8,5 тонн боеприпасов. Вечером 18 декабря три группы двинулись в сторону складов. Пока проводились разоружение гарнизона Хорватского домобранства и эвакуация жителей села, диверсанты разместили взрывчатку в четырёх помещениях с боеприпасами. Около 8 часов вечера они покинули склад, а после полуночи, около 00:55 прогремел взрыв, уничтоживший склад.

## Осуждённые
В знак мести за проведённую диверсию Главное управление по общественной деятельности и безопасности усташского режима приказало казнить без суда и следствия 18 представителей хорватской интеллигенции, которые были ранее арестованы за различные преступления. Эти люди не имели никакого отношения к совершённой диверсии, но были обвинены в сотрудничестве с партизанами и даже организации плана диверсии. Виновными были признаны следующие люди:
- Богдан Огризович[серб.], род. 1911 в Загребе. Преподаватель физики в 1-й и 5-й загребских гимназиях. С 1943 года председатель Народно-освободительного комитета Загреба. Арестован 2 июля 1943.
- Радован Райхерцер, род. 1910 в Бьеловаре. Преподаватель. После оккупации Загреба работал в Народно-освободительном комитете.
- Петар Михочевич, род. 1900 на острове Раб. Журналист газеты «Croatia». До ареста распространял листовки Коммунистической партии Югославии.
- Бранко Ивакич, род. 1906 в Карловаце. Журналист газеты «Croatia», коллега Петара Михочевича. Работал в Народно-освободительном комитете Загреба, собирал средства в фонд МОПР.
- Александар Флорич, род. 1899 в Вене. Технический физик по профессии, до ареста работал в Народно-освободительном комитете Загреба и оказывал материальную помощь партизанам.
- Степан Томаш, род. 1905 в Осиеке. Сотрудник Главного управления транспорта Загреба. С мая 1943 года в Народно-освободительном комитете.
- Любомир Соколович, род. 1902 в Пласе у Сушака. Юрист, пенсионер. Поставлял тайно оружие и боеприпасы партизанам.
- Йосип Шолая, род. 1899 в Цазине. Секретарь Главного управления транспорта Загреба. Член Народно-освободительного комитета с конца 1942 года, арестован 11 августа 1943 при попытке передачи партизанам оружия.
- Павао Будисавлевич, род. 1908 в Билае у Убины. Поставлял партизанам оружие.
- Алойз Коцмур, род. 1908 в Любляне. Проживал до войны в СССР и преподавал в Самарканде. Королевскими властями осуждён на 10 лет тюрьмы, в августе 1941 года бежал к партизанам, позднее арестован усташами.
- Иван Шимецки, род. 1906 в Крашиче. Сапожник. Секретарь 3-го района Загребского городского комитета КПЮ.
- Антун Пуклавец, род. 1908 в Любомере. Сапожник. Секретарь Крижевицкого краевого комитета КПЮ.
- Степан Козяк-Гранджа, род. 1911 в Шашиновцах у Свети-Иван-Зелина. Трактирщик. С 1943 года член Народно-освободительного комитета, собирал средства в фонд МОПР.
- Никола Трута, род. 1910 в Зларине у Шибеника. Торговый помощник. С июля 1943 года член Народно-освободительного комитета.
- Иван Лепушич, род. 1924 в Чучерье у Сесвете. С начала августа 1943 года боец 3-го батальона 1-й загребской бригады. Арестован усташами при выполнении задания.
- Любо Станкович, род. 1903 в Иванце. Портной. Работал курьером Мославацкого партизанского отряда и загребского подполья.
- Милован Ковачевич[хорв.], род. 1905 в Копривнице. Архитектор. Собирал средства в фонд МОПР. Арестован 12 мая 1943.
- Пио Юрчич, род. в Истре.

## Казнь
20 декабря 1943 в 16:00 усташи вывели всех арестованных, посадили в два грузовика и отвезли к трамвайному повороту на западе Дубравы. Приговорённых заперли, а затем по одному за другим под конвоем подвели к импровизированной виселице на телеграфном столбе, составленной из проводов и крючков. Когда очередь дошла до Милована Ковачевича, усташи не сумели накинуть на его голову петлю, поскольку помост был слишком низким. Один из приговорённых к смертью даже потерял сознание, и Ковачевич решил этим воспользоваться, сделав вид, что ему плохо. Он буквально выскользнул из петли, и взбешённые палачи избили приговорённого и оставили его лежать на земле. Трое человек побежали за более высоким помостом, четвёртый остался караулить лежавшего якобы без сознания Милована. Приговорённый, однако, успел вырваться из-под охраны и бросился бежать по улицам Дубравы. Погоня перетекла в стрельбу, в разгар которой сбежал и Пио Юрчич. Гнавшиеся за ним усташи были ослеплены светом фар проезжавшего рядом грузовика и чуть не были сбиты. Юрчич, воспользовавшись замешательством, успел сбежать. Ковачевич через трое суток вышел на связь с партизанами.

## Реакция
Новость о казни шестнадцати антифашистов была опубликована в газетах «Nova Hrvatska» и «Hrvatski narod», причём о факте бегства двоих не было упомянуто. Немецкий генерал Эдмунд фон Хорстенау заявил, что немцы не имели никакого отношения к казни и узнали о ней только после её свершения. Новости о повешении прокатились быстро по Загребу: вдова Богдана Огризовича Слава приняла у себя множество загребчан, симпатизировавших партизанам, которые выразили соболезнования вдове. Многие из них в знак солидарности, несмотря на грядущее католическое Рождество, отказались не наряжать сосны. Дети повесили на каждую рождественскую сосну по 16 свечей в память о 16 погибших. Партизаны опубликовали в газете «Vjesnik» 7 января 1944 сообщение об усташском преступлении.

## После войны
Ковачевич, бежавший от усташской погони, простудился и заболел. Последствия простуды подорвали его здоровье, и 29 июля 1946 года Милован скончался. Но ещё в феврале он рассказал своему отцу Андрии о случившемся с момента ареста, пыток в тюрьме, попытке повешения и последующего бегства. В 2002 году воспоминания Милована Ковачевича были опубликованы Андрией Ковачевичем в книге «Побег с повешения: история одной борьбы».. Сбежавший Пио Юрчич пересказал случившееся историку Нарциссе Ленгел-Кризман.
В память о шестнадцати казнённых скульптор Душан Джамоня создал абстрактный памятник, который был открыт в 1960 году на месте казни. Площадь получила имя Декабрьских мучеников, а главная улица носила это же имя до 1990 года, пока не была переименована в Авеню Дубрава.

## Газетные публикации
- Nova Hrvatska, Загреб, 21. XII 1943, бр. 299
- Hrvatsnki narod, Загреб, 21. XII 1943, бр. 916
- Vjesnik JNOF Hrvatske, 7. I 1944, год. IV, бр. 1